# Roman Herzog
Roman Herzog (5 tháng 4 năm 1934 – 10 tháng 1 năm 2017) là chính trị gia, thẩm phán và học giả người Đức, ông giữ chức Tổng thống Đức từ năm 1994 đến năm 1999. Là một đảng viên của Liên minh Dân chủ Thiên Chúa giáo (CDU), ông là Tổng thống đầu tiên được bầu cử sau Tái thống nhất nước Đức. Trước đó ông là Chánh án Toà án Hiến pháp Liên bang, và ông là Chủ tịch Toà án từ 1987 – 1994. Trước khi được bổ nhiệm làm Chánh án, ông là giáo sư luật. Ông nhận Giải thưởng Charlemagne năm 1997.